# Галянт Віталій Ігорович
Віта́лій І́горович Галя́нт (1994—2014) — солдат Збройних сил України, учасник російсько-української війни.

## Життєпис
Народився 1994 року в селі Розкішна Ставищенського району Київської області. Закінчив 2009 року Розкішнянську ЗОШ (9 класів). Вступив до Таращанського агротехнічного коледжу (сучасний Таращанський державний технічний та економіко-правовий коледж). Перевівся до Київського професійного ліцею транспорту, який закінчив 2012 року й здобув професію «слюсар з ремонту автомобілів».
З 23 травня 2013 року проходив військову службу за контрактом. В часі війни — стрілець, 95-та окрема аеромобільна бригада. З квітня 2014-го перебував в зоні бойових дій.
9 серпня 2014-го загинув під час боїв за місто Красний Луч. На зустріч хлопцям виїхав БТР з нашими розпізнавальними знаками, це були терористи, які відібрали нашу техніку. Хлопців важко поранило; Віталій став витягати пораненого бійця, але не встиг. Тіло Віталія залишилось на полі бою. В середині серпня 2014-го у Віталія мало відбутися весілля.
Тимчасово похований у селищі шахти Новопавлівська — на околиці Красного Луча, разом з бійцем ДУК Андрієм Прищеп'юком-«Шершнем».
26 грудня 2014-го тіло ексгумоване пошуковцями місії «Евакуація-200».
Впізнаний за експертизою ДНК. Похований в селі Розкішна, без Віталія зосталися мама Людмила Володимирівна й вітчим Анатолій та молодша на 6 років сестра.
Мати Віталія очолила спілку учасників АТО у себе в районі та продовжувала розшукувати зниклих бійців; ще десять хлопців вдалося повернути і поховати на рідній землі.

## Нагороди та вшанування
За особисту мужність, сумлінне та бездоганне служіння Українському народові, зразкове виконання військового обов'язку відзначений — нагороджений
- 15 вересня 2015 року — орденом «За мужність» III ступеня (посмертно).
- 2 вересня 2015-го в Розкішнянській ЗОШ відкрито меморіальну дошку пам'яті Віталія Галянта.
- Одна із вулиць села Розкішна носить ім'я Галянта Віталія.
- його портрет розміщений на меморіалі «Стіна пам'яті полеглих за Україну» у Києві: секція 2, ряд 10, місце 17.
- вшановується на щоденному ранковому церемоніалі вшанування захисників України, які загинули за свободу, незалежність і територіальну цілісність нашої держави[1]